# Alfred Baeumler

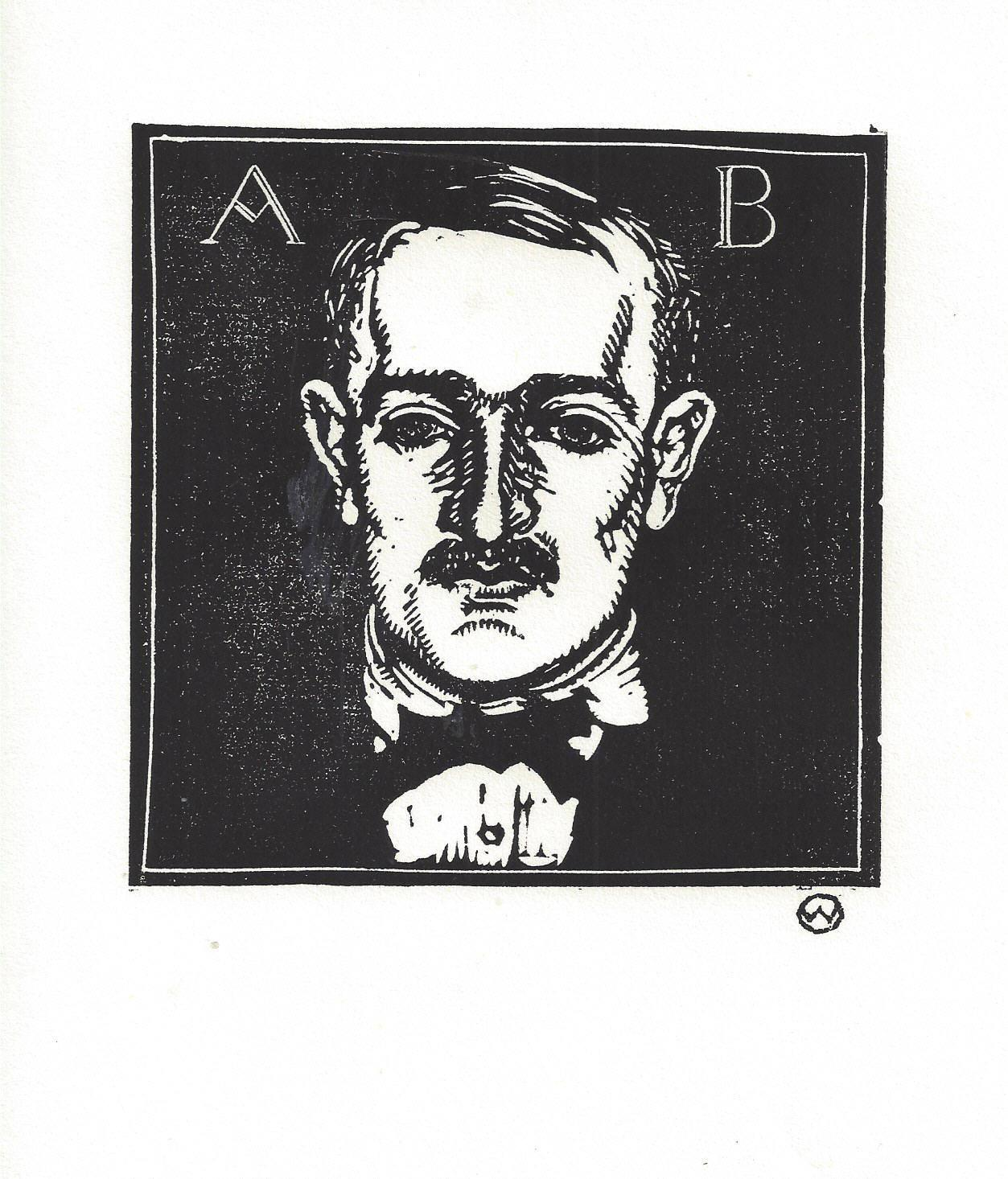
Alfred Baeumler.

Alfred Baeumler (ur. 19 listopada 1887, Neustadt an der Tafelfichte (obecnie Nové Město pod Smrkem), zm. 19 marca 1968 koło Reutlingen) – niemiecki filozof i pedagog, został jednym z głównych (obok Alfreda Rosenberga) ideologów nazizmu. Był inspiratorem i współorganizatorem akcji palenia książek w Berlinie.